# Saales
Saales település Franciaországban, Bas-Rhin megyében. Lakosainak száma 827 fő (2022. január 1.). Saales Lubine, Saint-Stail, Bourg-Bruche, La Grande-Fosse, Grandrupt és Provenchères-et-Colroy községekkel határos.

## Népesség
A település népessége az elmúlt években az alábbi módon változott:
| Lakosok száma | 820  | 821  | 841  | 837  | 833  | 828  | 824  | 827  | 827  |
|               | 2013 | 2015 | 2016 | 2017 | 2018 | 2019 | 2020 | 2021 | 2022 |